# شورای جهاد
شورای جهاد حزب‌الله لبنان، شورایی است که مسئولیت هدایت فعالیت‌های نظامی و امنیتی این گروه را بر عهده دارد و نفوذ قابل‌توجهی بر شاخه‌های مختلف غیرنظامی سازمان اعمال می‌کند و نیز روابط خود را با شرکای خارجی، از جمله جمهوری اسلامی ایران، حامی اصلی این گروه، حفظ می‌کند.
این شورا که در سال ۱۹۹۵ تأسیس شد، زیرنظر مستقیم دبیرکل حزب‌الله لبنان فعالیت می‌کند و زیرمجموعه مجلس شورای حزب‌الله است.
شورای جهاد، در فعالیت‌هایی علیه اسرائیل، از جمله یگان ۱۳۳ که عملیات‌هایی را در داخل خاک اسرائیل و تشکیلات خودگردان فلسطین انجام می‌دهد، از فلسطینی‌های ساکن لبنان، برای مأموریت‌های نظامی و جمع‌آوری اطلاعات در سراسر اروپای شرقی، برای انجام فعالیت‌هایی علیه اهداف اسرائیلی استفاده می‌کند. مشارکت این شورا، بر نقش استراتژیک آن در فعالیت‌های حزب‌الله علیه اسرائیل و در زمینه منطقه‌ای گسترده‌تر تأکید می‌کند.

## تاریخچه
شورای جهاد حزب‌الله، در پایان چهارمین کنفرانس حزب‌الله در ژوئیه ۱۹۹۵ تأسیس شد. این یک تصمیم استراتژیک برای تحکیم نظارت بر فعالیت‌های نظامی و امنیتی حزب‌الله بود. اعضای اولیه شورا شامل افراد با نفوذی مانند عماد مغنیه بود که تا زمانی که در فوریه ۲۰۰۸ در اثر انفجار خودروی بمب‌گذاری شده کشته شد، رئیس شورا بود و مصطفی بدرالدین نیز که جانشین او شد، تا اینکه در یک انفجار در ماه مه ۲۰۱۶ درگذشت. رهبری شورا تاکنون، همچنان نامشخص است.

## ساختار و مسئولیت‌ها
شورای جهاد، متشکل از شخصیت‌های ارشد نظامی حزب‌الله است و مسئولیت نظارت، هماهنگی و تعیین فعالیت‌های جدید اعم از اقدامات در حال انجام و تخصصی را بر عهده دارد. شورا همچنین مسئول اقدامات همه نهادهای غیرنظامی تحت حزب‌الله است، به ویژه آن‌هایی که مربوط به جنبه‌های نظامی یا آن‌هایی هستند که بالقوه با آن‌ها ارتباط دارند. این شورا که در چارچوب سازمانی حزب‌الله قرار دارد، تحت نظارت مستقیم رهبر حزب‌الله عمل می‌کند و به‌عنوان نهادی زیرمجموعه مجلس شورا، نهاد تصمیم‌گیری اولیه در سازمان، عمل می‌کند.

## اعضای کلیدی

### اعضای فعلی
- محمد حیدر، نماینده سابق مجلس[۴]
- طلال حمیه، فرمانده یگان ۹۱۰ (سازمان امنیت خارجی حزب‌الله)[۴]
- خضر یوسف نادر معروف به عزالدین، فرمانده یگان ۹۰۰ (یگان ضدتروریسم، ضداطلاعات و امنیت داخلی حزب‌الله)[۴][۶]
- وفیق صفا، رئیس یگان ارتباط و هماهنگی حزب‌الله[۴]

### اعضای سابق
- سهیل حسین حسینی، فرمانده ستاد و لجستیک حزب‌الله (کشته شده در ۷ اکتبر ۲۰۲۴ در اثر حمله اسرائیل)[۷][۸]
- سید هاشم صفی‌الدین، رئیس شورای اجرایی حزب‌الله (کشته شده در ۳ اکتبر ۲۰۲۴ در اثر حمله اسرائیل)[۵][۹][۱۰]
- نبیل قاووق، معاون شورای اجرایی و فرمانده «یگان امنیت پیشگیرانه» حزب‌الله[۴] (کشته شده در ۲۸ سپتامبر ۲۰۲۴ در اثر حمله اسرائیل)
- علی کرکی[۵] (کشته شده در ۲۷ سپتامبر ۲۰۲۴ در اثر حمله اسرائیل)
- ابراهیم عقیل، رئیس یگان امنیتی حزب‌الله و نماینده مجلس شورا[۵][۱۱] (کشته شده در ۲۰ سپتامبر ۲۰۲۴ در اثر حمله اسرائیل)
- فؤاد شکر[۱۲][۱۳] (کشته شده در ۳۰ ژوئیه ۲۰۲۴ در اثر حمله اسرائیل)

حضور نمایندگان جمهوری اسلامی ایران در مجامع شورا، نشان‌دهنده هماهنگی مستقیم شورای جهاد و جمهوری اسلامی ایران است که نشان‌دهنده عمق رابطه و همکاری این دو می‌باشد.

## یگان‌ها و عملیات تخصصی
یگان‌های تخصصی که زیرنظر شورای جهاد حزب‌الله، فعالیت می‌کنند شامل یگان‌های «بدر»، «عزیز»، «حیدر»، «رضوان»، «قائم»، یگان ۱۳۳ و یگان ۳۸۰۰، اجزای جدایی‌ناپذیر شاخه نظامی این سازمان هستند. این یگان‌ها برای ایفای نقش‌های دقیق در استراتژی حزب‌الله طراحی شده‌اند که اغلب حول محور تاکتیک‌های جنگ نامتقارن است.

### یگان بدر
گزارش شده است که یگان بدر در تاکتیک‌های جنگ چریکی پیشرفته، تخصص دارد. این یگان، به دلیل آموزش دقیق و آماده‌سازی برای سناریوهای درگیری با شدت بالا مشهور است. اعتقاد بر این است که عوامل یگان بدر، در استفاده از سلاح‌های پیشرفته آموزش دیده و برای درگیری مستقیم آماده هستند.

### یگان عزیز
یگان عزیز که به نام یک شخصیت برجسته در تاریخ حزب‌الله نامگذاری شده است، اغلب با عملیات ویژه فراتر از مرزهای لبنان همراه است. گفته می‌شود که این یگان، فعالیت‌های مخفیانه، از جمله شناسایی و جمع‌آوری اطلاعات در مناطقی که برای حزب‌الله اهمیت استراتژیک دارند، انجام می‌دهد. یکی از فرماندهان این یگان، حسن محمد الحاج، در اکتبر ۲۰۱۵ در سوریه، کشته شد.

### یگان حیدر
طبق گزارش‌ها، یگان حیدر یک نیروی واکنش سریع است که قادر به بسیج سریع در واکنش به حوادث امنیتی یا تحولات میدان جنگ است. مأموریت آن، شامل عملیات متقابل و استقرار سریع برای تقویت مواضع حزب‌الله یا دفع پیشروی‌های دشمن است. این یگان، در اطراف شهر بعلبک و در شمال هرمل فعالیت می‌کند.

### یگان رضوان
گمان می‌رود که احتمالاً شناخته‌شده‌ترین یگان در میان یگان‌های ویژه حزب‌الله، یگان رضوان، یک نیروی زبده باشد که صراحتاً برای حملات برون‌مرزی و عملیات‌هایی که نیاز به اجرای دقیق دارند، آموزش دیده‌اند. یگان رضوان، قابلیت نفوذ به مناطق دشمن برای عملیات خرابکارانه یا تصرف را دارد. در ۲۰ سپتامبر ۲۰۲۴، فرمانده وقت یگان رضوان، ابراهیم عقیل، به همراه ۱۲ نفر از عوامل ارشد این گروه، توسط نیروهای دفاعی اسرائیل، در حمله‌ای که در زیرزمین یک ساختمان غیرنظامی در جنوب بیروت، تشکیل جلسه داده بودند، کشته شد. ارتش اسرائیل مدعی شده است که این یگان در حال برنامه‌ریزی برای حمله به شمال اسرائیل در راستای حملات ۷ اکتبر بود.

### یگان قائم
یگان قائم، اغلب با تدارکات و پشتیبانی مرتبط است و خدمات ضروری مانند ترابری، توزیع تدارکات و نگهداری خطوط ارتباطی در طول درگیری‌های نظامی را ارائه می‌دهد.

### یگان ۱۳۳
یگان ۱۳۳ ظاهراً برای عملیات در خارج از کشور با تمرکز بر مأموریت‌های بین‌المللی که ممکن است شامل برنامه‌ریزی و اجرای حملات، ایجاد سلول‌های خوابیده و جمع‌آوری اطلاعات در کشورهای مختلف باشد، تعیین شده است.

### یگان ۳۸۰۰
یگان ۳۸۰۰ ظاهراً مسئول هماهنگی و حمایت از شبه‌نظامیان طرفدار جمهوری اسلامی ایران در سراسر خاورمیانه، به ویژه در مناطق درگیری مانند سوریه و عراق است. گمان می‌رود که این یگان، در آموزش و تجهیز نیروهای متحد، اشتراک‌گذاری تخصص حزب‌الله در تاکتیک‌های جنگ چریکی و ارتقای قابلیت‌های این نیروهای نیابتی، مشارکت داشته باشد.